# Русалонька (статуя)

Статуя Русалонька в Лангелінье (Langelinie), Копенгаген

Руса́лонька (дан. Den lille havfrue) — бронзова статуя авторства Едварда Еріксена, що зображує морську діву. Скульптура розташована на скелі на береговій лінії променади Лангелінье (Langelinie) в Копенгагені, Данія. Вона має 1,25 м у висоту й важить 175 кг.
Заснована на казці з тією ж назвою Ганса Крістіана Андерсена, маленька статуя у Копенгагені є його символом і відомим туристичним об'єктом з 1913 року. В останні десятиліття статую часто псують вандали й політичні активісти.
Відповідно до німецького журналу Шпіґель, статуя, розміщена в гавані Копенгагена, завжди була копією, а оригінал зберігається у нащадків скульптора в невідомому місці.

## Історія
Статуя була замовлена в 1909 Карлом Якобсеном, сином засновника Carlsberg, який був захоплений балетом за казкою у виконанні Копенгагенського Королівського театру та попросив балерину Еллен Прайс виступити моделлю для статуї. Скульптор Едвард Еріксен створив бронзову статую, яка була відлита 23 серпня 1913 року. Голова статуї була змодельована з Прайс, однак балерина відмовилась позувати оголеною і тіло статуї було змодельовано з дружини скульптора Елін Еріксен.

### Вандалізм
З середини 1960-х років статую багато разів пошкоджували з різних причин, але кожного разу її відновлювали. Окремі випадки:
- 24 квітня 1964 року політично орієнтовані митці ситуціаністського руху відпиляли та вкрали голову статуї, серед них був і Йорген Неш. Голову так і не знайшли і вона була замінена копією[3].
- 22 липня 1984 року двоє молодиків відпиляли праву руку статуї, але її повернули через два дні[3][5].
- в 1990 році буда здійснена ще одна спроба відпиляти статуї голову, що залишило в її шиї надріз 18 см глибини[3].
- 6 січня 1998 року статуї знов відрізали голову[5][6]; винуватців так і не знайшли, однак голову анонімно повернули до розташованого неподалік ТБ-каналу та встановили назад 4 лютого.
- ніччю 10 вересня 2003 року статую вибухом скинуло з постаменту. Пізніше її знайшли в водах гавані, в неї були пошкоджені коліно та зап'ястя[7].
- в 2004 році на статую одягли паранджу на знак протесту проти приєднання Туреччини до Європейського Союзу[8].
- в травні 2007 року її знов одягли в мусульманський одяг та головну хустку[9].

Крім того, статую декілька разів обливали фарбою, в тому числі один раз в 1963 році та два в 2007 році.
Восьмого березня до руки статуї прикріпили ділдо, облили зеленою фарбою та написали 8 березня. Вважається, що цей акт вандалізму був пов'язаний з Міжнародним жіночим днем.
З огляду на випадки вандалізму та для запобігання видряпування туристів на неї, влада Копенгагена розглядає можливість переміщення статуї на декілька метрів далі у води гавані, однак на травень 2014 року статуя все ще лишалась на береговій лінії.

### Подорож до Шанхаю
Міська рада Копенгагена організувала тимчасове переміщення статуї до Данського павільйону в Шанхаї на період Expo 2010 (травень-жовтень) — це вперше, коли статуя офіційно була переміщена зі свого постаменту з часу її встановлення на постаменті майже століття тому. Поки статуя була в Шанхаї, на скелі в озері неподалік розташованому парку Копенгагена Сади Тіволі була розміщена її авторизована копія.

## Копії
Крім основної статуї, яка є копією оригіналу, тринадцять непошкоджених копій статуї розташовані в різних кінцях світу, зазначені у Морських дівах світу, в тому числі в американських містечках з данським корінням Сольванг, штат Каліфорнія; Кімболтон, Айова;, а також румунському П'ятра-Нямц; іспанському Торрехон-де-Ардос. Копія в половину від оригіналу стоїть у канадському Калгарі. Могилу дансько-американського музиканта та коміка Віктора Борге, серед іншого прикрашає і копія статуї. В аеропорту Копенгагена розташована копія статуї та статуя Андерсона.
Копія статуї (половинний розмір) є також данським внеском у Міжнародних садах миру в Солт-Лейк-Сіті, США. Статую вкрали 26 лютого 2010 року, однак 7 квітня знайшли в цьому парку, ймовірно, покинуту, коли злодій рознервувася, що його впіймають.
В Ужгороді, 11 серпня 2023 року, на центральній опорі Пішохідного мосту, відкрили міні-скульптуру "Ужанська русалонька". Рівно 110 років тому в Копенгагені відкрили скульптуру знаменитої «Русалоньки», і скульптор Роман Мурник, відомий своїми роботами, на честь кількох подій: 11 серпня 1875 року день поховання Ганса Крістіана Андерсена; «Ужгородської регати», де це місце першого причалу; 110-річчя з часу встановлення «Русалоньки» в Копенгагені, Данія; до Міжнародного дня молоді.

### Питання інтелектуальної власності

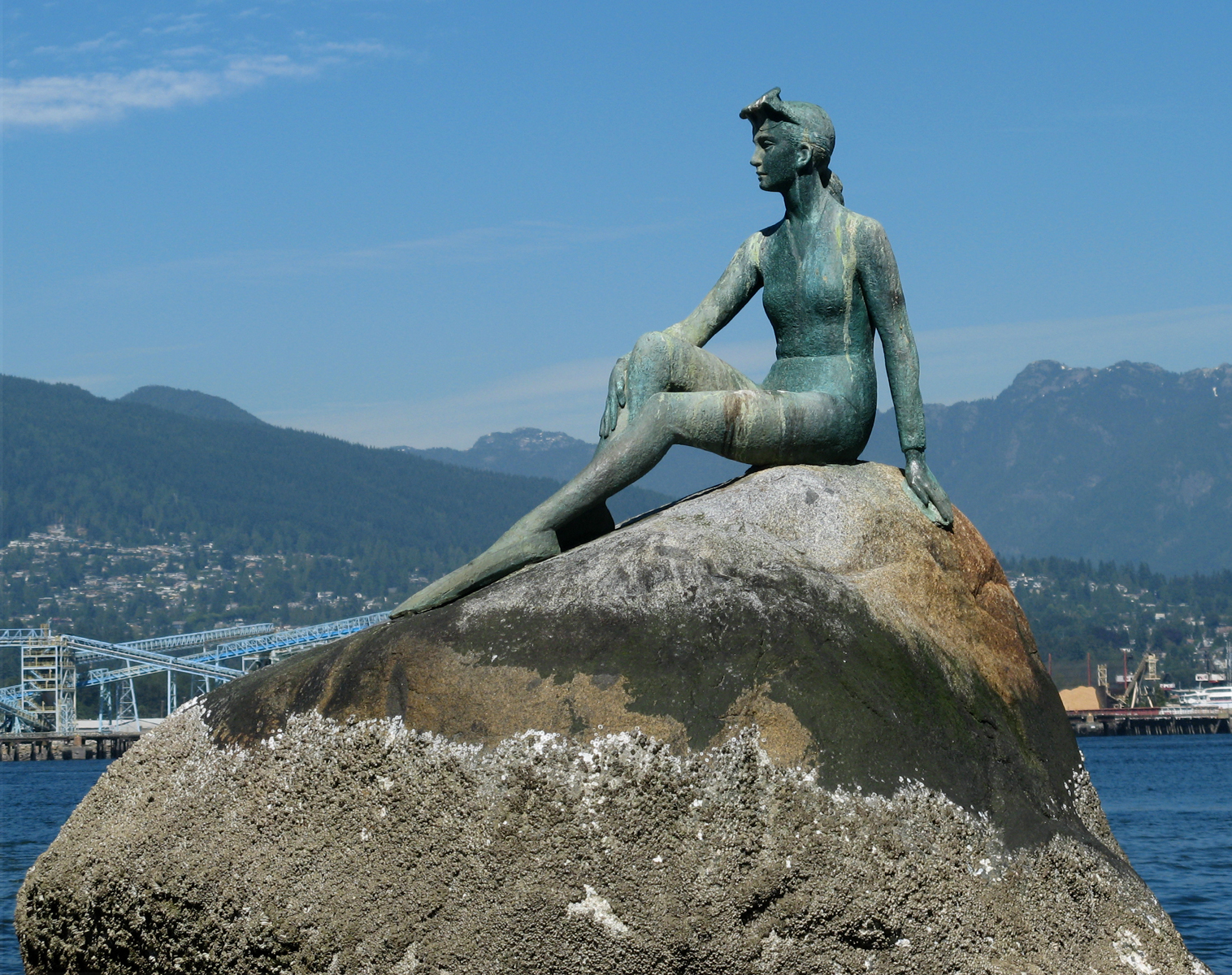
Дівчина в гідрокостюмі Елека Імреді, схожа на Русалоньку, в Ванкувері

Статуя підпадає під закони про авторське право протягом 70 років з дати смерті її творця, який помер в 1959 році; тому проти декількох копій були вжиті юридичні дії. Станом на 2012 рік, копії статуї можна було придбати через Інтернет, з дозволу родини Еріксона. В американському місті Грінвіль, Мічиган в 1994 році була встановлена копія статуї для відзначення данського коріння міста вартістю $10 000. В 2009 на місто подала до суду організація Artists Rights Society, зазначаючи, що робота порушувала авторське право Еріксена, та з вимогою сплатити $3 800 ліцензійного платежу. Статуя в Грінвілі має 76 см в висоту (половина оригінала), та має інше обличчя, більші груди та інші відмінні риси, і пізніше було повідомлено, що позов було знято.
Також є подібність між статуєю Русалоньки та статуєю Панії з рифу на березі міста Нейпір у Новій Зеландії, так само як і певна подібність між казками про Русалоньку та Панію. Статуя жінки-дайвера (названа «Дівчина в гідрокостюмі») авторства Елека Імреді в Ванкувері, Канада, була там встановлена, коли влада міста не змогла отримати дозвіл відтворити статую в Копенгагені й ухвалила рішення встановити сучасну версію.

## Статуї-символи
Русалонька належить до категорії статуй-символів, які міста стали вважати своїми талісманами або втіленнями духу міста. Серед таких статуй також є Маннекен Піс в Брюсселі, статуя Свободи в Нью-Йорку та Христос-Спаситель в Ріо де Жанейро. Деколи міста спеціально з цією метою замовляли статуї, як наприклад сингапурський Мерлайон.